# Montanhas Chiricahua

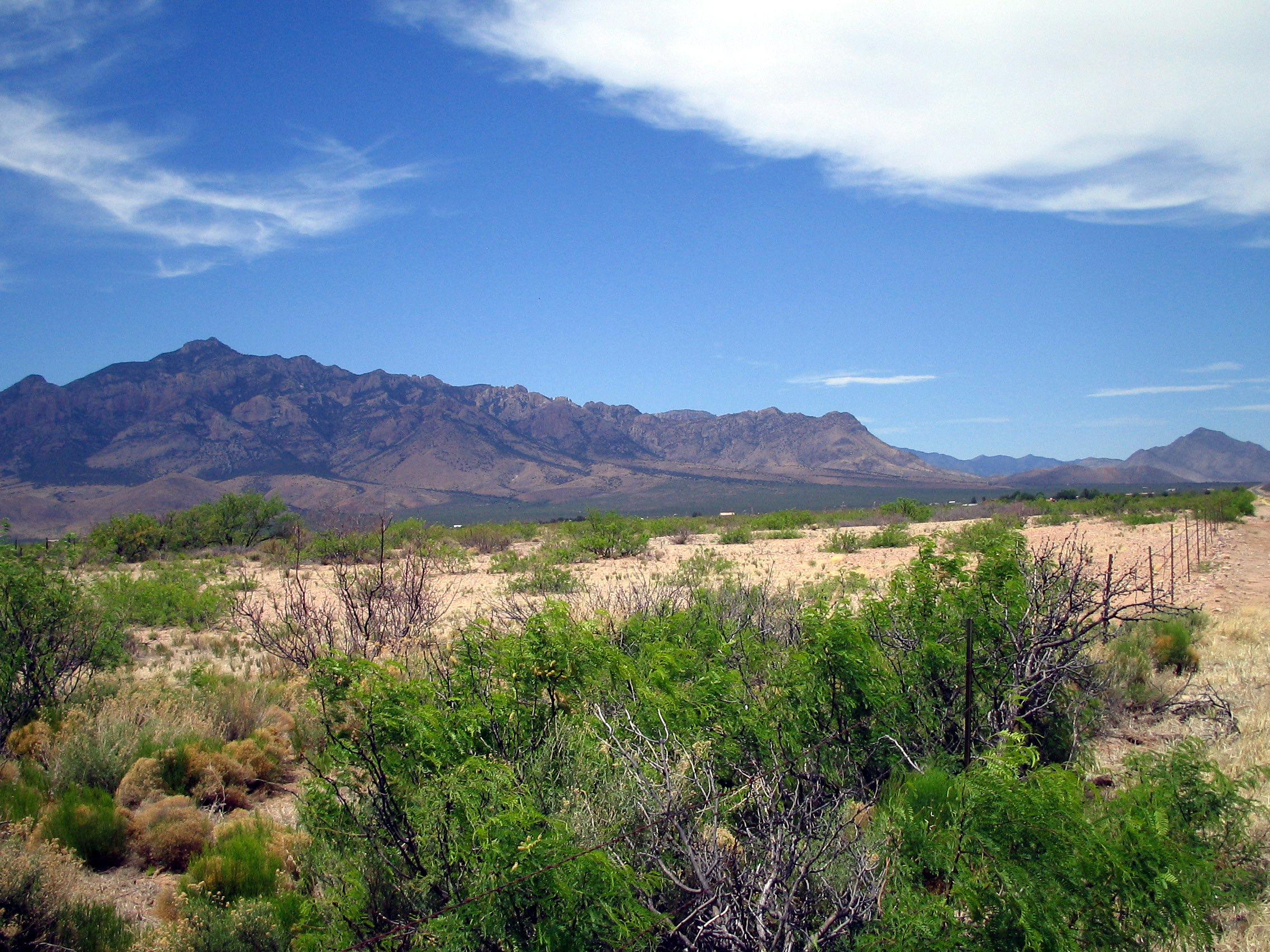

As montanhas Chiricaua são uma grande cadeia de montanhas no sudeste do estado do Arizona e noroeste do México; a cadeia abrange a área da Floresta Nacional do Coronado. Seu ponto mais alto, o pico Chiricahua, está a 2 975 metros acima do nível do mar, e cerca de 1 800 acima dos vales circundantes.